# Thomas Hanzon
Thomas Hanzon, folkbokförd som Sven Thomas Hansson, född 20 juni 1962 i Stockholm, är en svensk skådespelare.

## Biografi

### Tidiga år
Som ung var Thomas Hanzon en lovande fotbollsspelare; han spelade i Djurgårdens A-lag och juniorlandslaget och förutspåddes en karriär som fotbollsproffs men lämnade denna bana och satsade så småningom i stället på skådespeleriet.
Hanzon bildade 1982 en egen teatergrupp, Teater Cameleont, som verkade i Stockholm fram till 1985. Han scendebuterade i Arnold på Stockholms stadsteater 1985. Han filmdebuterade 1987 i Colin Nutleys film Nionde kompaniet.Han TV-debuterade 1987 i SVT Dramas Stieg Trenter-serie Lysande landning. 
Bergman har bla regisserat Thomas Hanzon i TV-produktionen Enskilda samtal och skrivit manus till långfilmen Trolösa i vilken Hanzon spelade en av huvudrollerna regisserad av Liv Ullmann.
Han kom till Dramaten 1989 där hans första roll var den unge Danceny i Farliga förbindelser och han tillhör den fasta ensemblen sedan dess.
Föreställningen Dödsdansen sattes upp 2014 på Maximteatern i Stockholm i regi av Stefan Larsson. 2024 firade föreställningen 10 år och åkte ut på turné i hela Sverige för utsålda hus.

### Dramaten
På Dramaten har Hanzon under åren samarbetat i flera uppsättningar av regissören Ingmar Bergman, såsom Peer Gynt samt  Misantropen. Han har även spelat i regi av Stefan Larsson, Thommy Berggren och Arthur Miller , Lars Norén och Robert Lepage. På Dramaten har han 2008 bland annat medverkat i Peter Birros Den ömhet jag är värd i regi av Stefan Larsson samt 2009 i Yasmina Rezas Massakerguden i regi av Staffan Roos.
År 2012 tilldelades Hanzon Gunn Wållgren-stipendium. 
År 2015 tilldelades Hanzon Daniel Engdahls-stipendiet.

### Privatliv
Thomas Hanzon var sambo med skådespelaren Lena Endre under tiden 1986–1999. De har tillsammans två barn, en dotter Rosanna Endre (född 1990) och en son Edvin Endre (född 1994), som också gett sig in på skådespelarbanan. Sedan 2010 lever Hanzon med Åsa Hultman och paret gifte sig 2014.

## Teater

### Roller (ej komplett)
| År   | Roll                                                     | Produktion                                                                                                   | Regi                          | Teater                 |
| ---- | -------------------------------------------------------- | --- | ----------------------------- | ---------------------- |
| 1985 | David                                                    | Arnold (Torch Song Trilogy) Harvey Fierstein                                                                 | Jan Maagaard                  | Stockholms stadsteater |
| 1986 | Invånare                                                 | Perikles (Pericles, Prince of Tyre) William Shakespeare                                                      | Eva Ultz                      | Stockholms stadsteater |
| 1986 | Pojke 1                                                  | Parken (Der Park) Botho Strauss                                                                              | Jan Maagaard                  | Stockholms stadsteater |
| 1989 | Danceny                                                  | Farliga förbindelser (Les Liaisons dangereuses) Pierre Choderlos de Laclos                                   | Brigitte Ornstein             | Dramaten               |
| 1990 | Blixt                                                    | Amorina Carl Jonas Love Almqvist                                                                             | Peter Stormare                | Dramaten               |
| 1991 | Egil Gubbens son Egil Böjgen Dåre Ingert, i tredje delen | Peer Gynt Henrik Ibsen                                                                                       | Ingmar Bergman                | Dramaten               |
| 1991 | Tybalt Romeo                                             | Romeo och Julia (The Tragedy of Romeo and Juliet) William Shakespeare                                        | Peter Langdal                 | Dramaten               |
| 1991 | John                                                     | Peter Pan J.M. Barrie                                                                                        | Jackie Söderman               | Dramaten               |
| 1992 | Happy                                                    | En handelsresandes död (Death of a Salesman) Arthur Miller                                                   | Arthur Miller                 | Dramaten               |
| 1992 | Cherubin                                                 | Figaros bröllop (La Folle Journée, ou Le Mariage de Figaro) Pierre de Beaumarchais                           | Wilhelm Carlsson              | Dramaten               |
| 1993 | Joey                                                     | Hemkomsten (The homecoming) Harold Pinter                                                                    | Thommy Berggren               | Dramaten               |
| 1993 | Kungen                                                   | Ja, må hon leva!                                                                                             | Lars Löfgren                  | Dramaten               |
| 1994 | Gustaf Mauritz Armfelt                                   | Strindberg i kulisserna                                                                                      |                               |                        |
| 1995 | Philinte                                                 | Misantropen (Le misanthrope) Molière                                                                         | Ingmar Bergman                | Dramaten               |
| 1998 | Heiner                                                   | Personkrets 3:1 Lars Norén                                                                                   | Lars Norén                    | Dramaten               |
| 1998 | Calisto                                                  | Celestina Fernando de Rojas                                                                                  | Robert Lepage                 | Dramaten               |
| 2001 | Henrik                                                   | Livet i tre versioner                                                                                        | Kia Berglund                  | Dramaten               |
| 2002 | Adolphe                                                  | Rus (Brott och brott) August Strindberg                                                                      | Stefan Larsson                | Dramaten               |
| 2003 | Gripen Kålmasken Hasselmusen Myggan Ett får Getabocken   | Alice i Underlandet (Alice's Adventures in Wonderland) Lewis Carroll, Lucas Svensson och Ole Anders Tandberg | Ole Anders Tandberg           | Dramaten               |
| 2004 | Axel                                                     | Kamraterna August Strindberg                                                                                 | Hilda Hellwig                 | Dramaten               |
| 2006 | Banquo                                                   | Macbeth William Shakespeare                                                                                  | Staffan Valdemar Holm         | Dramaten               |
| 2006 | Wurm                                                     | Kärlek och politik (Kabale und Liebe) Friedrich Schiller                                                     | Hilda Hellwig                 | Dramaten               |
| 2009 | Alain Reille                                             | Massakerguden (Le Dieu du carnage) Yasmina Reza                                                              | Staffan Roos                  | Dramaten               |
| 2010 | Bill Fordham                                             | En familj - August Osage County (August Osage County) Tracy Letts                                            | Stefan Larsson                | Dramaten               |
| 2012 | Oscar Ekdahl                                             | Fanny och Alexander Ingmar Bergman                                                                           | Stefan Larsson                | Dramaten               |
| 2013 | Johan Tönnesen                                           | Samhällets stöttepelare (Samfundets støtter) Henrik Ibsen                                                    | Gunnel Lindblom               | Dramaten               |
| 2013 | Tamburmajoren                                            | Woyzeck Georg Büchner                                                                                        | Michael Thalheimer            | Dramaten               |
| 2014 | Oscar Ekdahl                                             | Fanny och Alexander Ingmar Bergman                                                                           | Stefan Larsson                | Dramaten               |
| 2014 | Paul                                                     | Svarta djuret sorg (Schwarzes Tier Traurigkeit) Anja Hilling                                                 | Tobias Theorell               | Dramaten               |
| 2014 | Kurt                                                     | Dödsdansen August Strindberg                                                                                 | Stefan Larsson                | Maximteatern           |
| 2015 | Oscar Ekdahl                                             | Fanny och Alexander Ingmar Bergman                                                                           | Stefan Larsson                | Dramaten               |
| 2015 | Eugene Jr                                                | Och ge oss skuggorna Lars Norén                                                                              | Eirik Stubø                   | Dramaten               |
| 2016 | Friedrich Hofreiter                                      | De stora vidderna (Das weite Land) Arthur Schnitzler                                                         | Tobias Theorell               | Dramaten               |
| 2016 | Oscar Ekdahl                                             | Fanny och Alexander Ingmar Bergman                                                                           | Stefan Larsson                | Dramaten               |
| 2017 | Drängen Johan                                            | Molnens bröder Barbro Lindgren                                                                               | Lars Rudolfsson               | Dramaten               |
| 2017 | Eugene Jr                                                | Och ge oss skuggorna Lars Norén                                                                              | Eirik Stubø                   | Dramaten               |
| 2018 | Gustav Adolf Ekdahl                                      | Fanny och Alexander Ingmar Bergman                                                                           | Stefan Larsson                | Dramaten               |
| 2018 | Man 1 Dovregubben Cotton En okänd passagerare            | Peer Gynt Henrik Ibsen                                                                                       | Michael Thalheimer            | Dramaten               |
| 2018 | Jag                                                      | En natt i den svenska sommaren Erland Josephson                                                              | Eirik Stubø                   | Dramaten               |
| 2019 | Kurt                                                     | Dödsdansen August Strindberg                                                                                 | Stefan Larsson                | Maximteatern           |
| 2020 | Man 1 Dovregubben Cotton En okänd passagerare            | Peer Gynt Henrik Ibsen                                                                                       | Michael Thalheimer            | Dramaten               |
| 2020 |                                                          | We here you - Greta Thunberg tal Jacob Hirdwall                                                              | Ada Berger och Jacob Hirdwall | Dramaten               |
| 2020 | Aigisthos                                                | Elektra af Sofokles (Elektra) Hugo von Hofmannsthal                                                          | Michael Thalheimer            | Dramaten               |
| 2020 |                                                          | Belarus omkullkastat Dmitrij Strotsev                                                                        | Dmitri Plax                   | Dramaten               |
| 2021 |                                                          | Den yttersta minuten Mattias Andersson                                                                       | Mattias Andersson             | Dramaten               |
| 2022 | Skådespelaren                                            | Natthärbärget (На дне, Na dne) Maksim Gorkij                                                                 | János Szász                   | Dramaten               |
| 2022 | Henry                                                    | Arv (The Inheritance) Matthew Lopez                                                                          | Carl Johan Karlson            | Dramaten               |
| 2023 | Budbärare Apollon Kör                                    | Perserna/Trojanskorna (Πέρσαι, Persai/Τρῳάδες, Trōiades) Aischylos/Euripides                                 | Karl Dunér                    | Dramaten               |
| 2024 |                                                          | Svindel Sara Stridsberg                                                                                      | Rebecka Hemse                 | Dramaten               |
| 2024 | Henry                                                    | Arv (The Inheritance) Matthew Lopez                                                                          | Carl Johan Karlson            | Dramaten               |

## Filmografi (ej komlett)
- 1987 – Nionde kompaniet
- 1994 – Yrrol
- 1995 – Leken (kortfilm)
- 1995 – Älskar, älskar inte
- 1996 – The Return of Jesus, Part II
- 1997 – Tic Tac
- 1998 – Joe – jättegorillan (röst som Gregory O'Hara)
- 1999 – Vägen ut
- 2000 – Hassel – Förgörarna
- 2000 – Trolösa
- 2000 – Livet är en schlager
- 2000 – Den lilla sjöjungfrun II – Havets hemlighet (röst som Eric)
- 2001 – Det största i världen
- 2002 – Beck – Sista vittnet
- 2005 – Van Veeteren – Borkmanns punkt
- 2005 – Van Veeteren – Münsters fall
- 2005 – Van Veeteren – Carambole
- 2006 – Van Veeteren – Svalan, Katten, Rosen, Döden
- 2006 – Van Veeteren – Fallet G
- 2010 – Wallander – Vittnet
- 2011 – Jag saknar dig
- 2011 – Kung Fu Panda 2 (röst som lord Shen)
- 2014 – Medicinen
- 2015 – Så ock på Jorden
- 2016 – Jag älskar dig – en skilsmässokomedi
- 2021 – Red Dot

## TV-serier (ej komplett)
- 1987 – Lysande landning
- 1987 – Träff i helfigur (TV-serie)
- 1988 – Månguden (TV-film)
- 1989 – Tiger Rag (TV-serie)
- 1990 – Destination Nordsjön
- 1993 – Den ena kärleken och den andra (TV-serie)
- 1996 – Zonen (TV-serie)
- 1996 – Anna Holt – polis
- 1996 – Ett sorts Hades
- 1996 – Enskilda samtal
- 1999 – Personkrets 3:1
- 2001 – Livvakterna
- 2002 – Pappa polis
- 2003 – Solisterna
- 2003 – Vera med flera
- 2005 – Livet enligt Rosa
- 2005 – Lovisa och Carl Michael (TV-serie)
- 2007 – Kommissarien och havet - Den du inte ser (TV-serie)
- 2008 – Häxdansen
- 2012 – Hellfjord
- 2012 – Coacherna
- 2012 – Maria Wern: Drömmen som förde dig vilse
- 2012 – Morden i Sandhamn
- 2014 – Portkod 1525
- 2016 – Jag älskar dig – en skilsmässokomedi
- 2018 – Livet på Dramaten (TV-serie)
- 2018 – Kommissarien och havet
- 2019 – Das Mädchen am Strand
- 2020 – Hamilton (TV-serie)
- 2021 – Vid Plan Kanten (TV-serie)
- 2023 – Solsidan (TV-serie)

## Ljudboksuppläsningar (urval)
- 2014 - Björndansen av Anders Roslund och Stefan Thunberg
- 2016 - Tre minuter av Anders Roslund och Börje Hellström
- 2017 - Exit väst av Mosin Hamid
- 2017 - En bror att dö för av Anders Roslund och Stefan Thunberg
- 2018 - Fenomenet Ingvar Kamprad av Anders Ström
- 2018 - Chefen som kom ut ur sitt rum av Nicolas Jaquenout
- 2018 - Tre timmar av Anders Roslund
- 2018 - Odjuret av Anders Roslund och Börje Hellström
- 2019 - Box 21 av Anders Roslund och Börje Hellström
- 2019 - Moratorium av Monica Rehn
- 2019 - Mörka Krafter av Torsten Bengtsson
- 2019 - På Osannolika skäl av Hannes Dükler
- 2019 - Jamåhonleva av Anders Roslund
- 2020 - Edward Finnigans upprättelse av Anders Roslund och Börje Hellström
- 2020 - Blommor över helvetet av Ilaria Tuti
- 2020 - Olyckliga i paradiset av Christian Rück
- 2020 - Sov så gott av Anders Roslund
- 2020 - Rivalerna 1 & 2 av Jeffrey Archer
- 2021 - Flickan under gatan av Anders Roslund och Börje Hellström
- 2021 - Lita på mig av Anders Roslund
- 2021 - En bastu i Umbrien av Tomas Bacoccoli
- 2021 - Attentat mot vita huset av Jeffrey Archer
- 2021 - Himlen ska gråta blod av Sigbjörn Mostue

## Priser och utmärkelser
- 1998 – George hatt-för Personkrets3:1.
- 2012 – Gunn Wållgren-stipendiet
- 2015 – Teaterförbundets Daniel Engdahls-stipendium[7]
- 2023 – Litteris et Artibus

## Juryarbete
Thomas Hanzon har suttit i juryn för olika filmpriser.
- "Risings Star" på Stockholm International Film Festival 2015
- "Bästa kvinnliga skådespelerska" på Internationell Emmy Awards 2016
- Huvud Jury, XXIX Stockholm Copetition på Stockholms filmfestival 2018